# Pitcairnia tillii
Pitcairnia tillii là một loài thực vật có hoa trong họ Bromeliaceae. Loài này được Manzan. mô tả khoa học đầu tiên năm 2005.